# Archer City
Archer City är en stad i den amerikanska delstaten Texas med en yta av 5,8 km² och en folkmängd som uppgår till 1 848 invånare (2000). Archer City är administrativ huvudort i Archer County.

## Kända personer från Archer City
- Larry McMurtry, författare
- Graham B. Purcell, politiker